# Селезнёв, Роман Валерьевич
Рома́н Вале́рьевич Селезнёв (род. 23 июля 1984, Владивосток, РСФСР, СССР) — российский преступник, хакер, более известный под псевдонимами nCuX, Track2, Bulba, 2Pac.
Заочно обвинён в США в 2011 году. 5 июля 2014 года арестован агентами американских спецслужб во время посещения Мальдивской Республики. В 2017 году в штате Вашингтон приговорён к 27 годам лишения свободы за мошенничество с использованием электронных средств связи, умышленное повреждение защищённого компьютера, получение информации с защищённого компьютера, владение устройствами несанкционированного доступа и кражу личных данных при отягчающих обстоятельствах. Этот приговор является рекордным наказанием, вынесенным в США за киберпреступления. Судом было установлено, что Селезнёв своими действиями нанёс ущерб примерно 3700 финансовым учреждениям на сумму, превышающую 169 млн долларов США. Впоследствии был приговорён за аналогичные преступления ещё дважды: по обвинениям, выдвинутым в штатах Джорджия и Невада, оба раза к 14 годам лишения свободы.
После 10 лет тюремного заключения в США Селезнёва обменяли в числе других осуждённых в рамках обмена заключёнными между Россией и странами Запада в 2024 году.

## Ранние годы

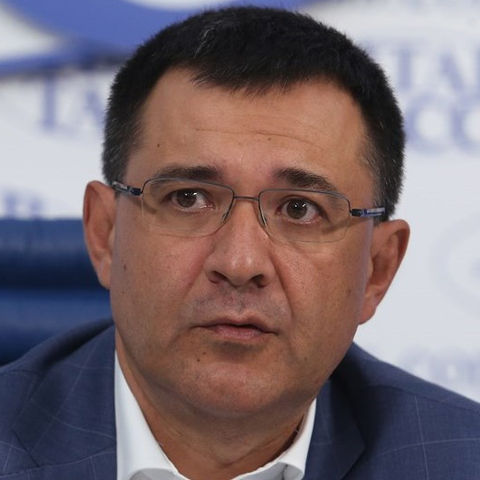
Валерий Селезнёв в 2016 году

Селезнёв родился 23 июля 1984 года во Владивостоке в семье студента Дальневосточного института советской торговли, будущего депутата Государственной Думы ФС РФ Валерия Селезнёва (это был первый брак В. С. Селезнёва). 
Родители Романа развелись в 1986 году, после чего он проживал с матерью в коммунальной квартире, которую делили ещё 4 семьи. По собственным воспоминаниям Романа, его детство было тяжёлым, семья испытывала серьёзные материальные трудности. Мать работала кассиром в магазине, при этом злоупотребляла алкоголем; большую часть времени ребёнок проводил дома один. В школе у него возник интерес к компьютерам и вычислительной технике, он самостоятельно стал изучать компьютерные технологии, демонстрируя способности в этом направлении.
Мать умерла в 40 лет, когда сыну было 17; вернувшись домой из школы, он обнаружил, что она утонула в ванне в состоянии алкогольного отравления. После её смерти дядя Романа выгнал его из квартиры. Роман Селезнёв был вынужден бросить учёбу и начал самостоятельно зарабатывать себе на жизнь, устроившись на должность администратора местного компьютерного клуба. Своего жилья у него не было, и он жил в рабочем помещении клуба. Как утверждает Селезнёв, заработанных денег ему не хватало, и именно поэтому он решил стать хакером.
Окончил Дальневосточный федеральный университет по специальности «Экономика торговли».

## Начало преступной деятельности
Селезнёв вёл преступную деятельность, как минимум, начиная с 2003 года. Первоначально он занимался кибермошенничеством на сайте CarderPlanet. В основном Селезнёв взламывал компьютеры мелких торговых сетей и ресторанов в США, продавая украденные номера социального страхования и «дампы» (данные кредитных карт), используя среди прочего украденные учётные записи компании LexisNexis. Позднее Селезнёв разработал устройство, которое позволяло пользователю сканировать интернет на предмет открытых портов MS RDP. В то время конфигурации по умолчанию обеспечивали слабую защиту, и многие учётные записи администраторов не были защищены паролями. Воспользовавшись этой уязвимостью, Селезнёв получил удалённый доступ ко многим компьютерам с целью незаконного получения хранящихся на них финансовых данных и данных кредитных карт. По воспоминаниям Селезнёва, в 2007 году он смог похитить большую базу дампов, впоследствии продав её за «огромные деньги».
В 2008 году Селезнёв расширил свою деятельность: от сканирования MS RDP с паролями по умолчанию (или без них) он перешёл к разработке сложного вредоносного программного обеспечения, которое могло перехватывать сетевой трафик и искать сетевые ресурсы, распространяя вредоносное ПО через уязвимости в интернет-браузерах и внедряя вредоносный код в рекламный трафик. Он заразил множество компьютеров, в основном в Соединённых Штатах.
Позже Селезнёв связался с хакером BadB (Владиславом Хорохориным), чтобы получить больше информации о работе финансовых систем. В 2009 году BadB предоставил ему автоматизированный скрипт, отслеживающий использование кредитных карт в системах и сетях. Полученные дампы Селезнёв продавал Хорохорину. Позже Селезнёв начал вести самостоятельную деятельность по сбору дампов, используя псевдоним nCuX («псих»). По словам Прокуратуры США, к 2009 году он «стал одним из ведущих в мире поставщиков украденных данных кредитных карт».

## Начало уголовного преследования
Согласно приговору федерального суда США, Селезнёв впервые вызвал интерес федеральных правоохранительных органов США ещё в 2005 году как хакер nCuX, действующий на интернет-форумах CarderPlanet и Carder.org. 19 мая 2009 года агенты Секретной службы США и ФБР встретились с сотрудниками ФСБ России в Москве и заявили о том, что им удалось установить личность хакера, представив подробные доказательства того, что им является Селезнёв, житель Владивостока.
Однако попытка наладить международную координацию действий по поимке хакера не увенчалась успехом. Месяц спустя, 21 июня 2009 года, nCuX сообщил своим сообщникам на интернет-форумах, посвящённых кардингу, о том, что сворачивает деятельность. Вскоре после этого он закрыл свои аккаунты и перестал появляться в сети. Так как nCuX исчез вскоре после того, как американские правоохранители раскрыли русским его личность, Секретная служба США заподозрила ФСБ в том, что та предупредила хакера о преследовании. Учитывая ещё и то обстоятельство, что отец Селезнёва является влиятельным политиком в России, американцы пришли к выводу, что дальнейшие попытки скоординировать действия с российскими правоохранительными органами лишь подвергают расследование неоправданному риску.

## Track2 и Bulba
В сентябре 2009 года Селезнёв вновь начал действовать в сети под никами Track2 и Bulba, используя их для управления собственными автоматизированными магазинами по продаже украденных кредитных карт, и, по словам прокуроров, применил инновации, которые «вывели его кардинговое предприятие на новый уровень». Кроме того, он примкнул к транснациональной преступной организации Carder.su. Группировка вела торговлю украденными дампами, фальшивыми документами и личными данными на десятки миллионов долларов США в год. Как установило следствие, её высшее руководство проживало на территории бывшего Советского Союза, а Селезнёв входил в многочисленную низшую категорию «продавцов». Однако он настолько увеличил количество торговых операций, что вынужден был их автоматизировать. В 2009—2011 годах с помощью вредоносного ПО Селезнёв похищал данные клиентов американских ресторанов и магазинов в штатах Вашингтон, Айдахо, Мэн, Аризона, Мэрилэнд.
В 2010 году Секретная служба США, расследуя дело об удалённом взломе хакерами кассового компьютера бакалейного магазина Schlotzky’s Deli в городе Кер д’Ален, штат Айдахо, и похищении с него реквизитов кредитных карт выяснила, что они оказались на недоступном для неё сервере, находящемся в России. Часть из них в дальнейшем была продана на сайте хакера Track2, однако другая часть осела на сервере в Вирджинии, к которому американские правоохранители смогли получить доступ. На нём были найдены украденные дампы 170 тысяч кредиток, а кроме того, паспортные данные и следы частной жизни Селезнёва. По словам Прокуратуры США, он использовал этот сервер для решения бытовых вопросов, например, заказывал авиабилеты и бронировал номера в гостиницах, покупал жене цветы и участвовал в деятельности клуба любителей покера. Электронный след вёл оттуда к другим заведениям. Деятельность хакера попала под плотное наблюдение Секретной службы США.
Согласно документам суда, Селезнёв в тот период вёл роскошный образ жизни. Прокуратура представила фотографии, на которых он запечатлён с пачками денег, в дорогих американских автомобилях, первоклассных отелях и на экзотических пляжах. Прокуроры утверждают, что в период с 2009-го по 2011 год он заработал не менее 17 миллионов долларов США. По данным Секретной службы США, за один день в апреле 2011 года Селезнёв выставил на продажу 1 миллион украденных номеров кредитных карт.

## Теракт в Марракеше

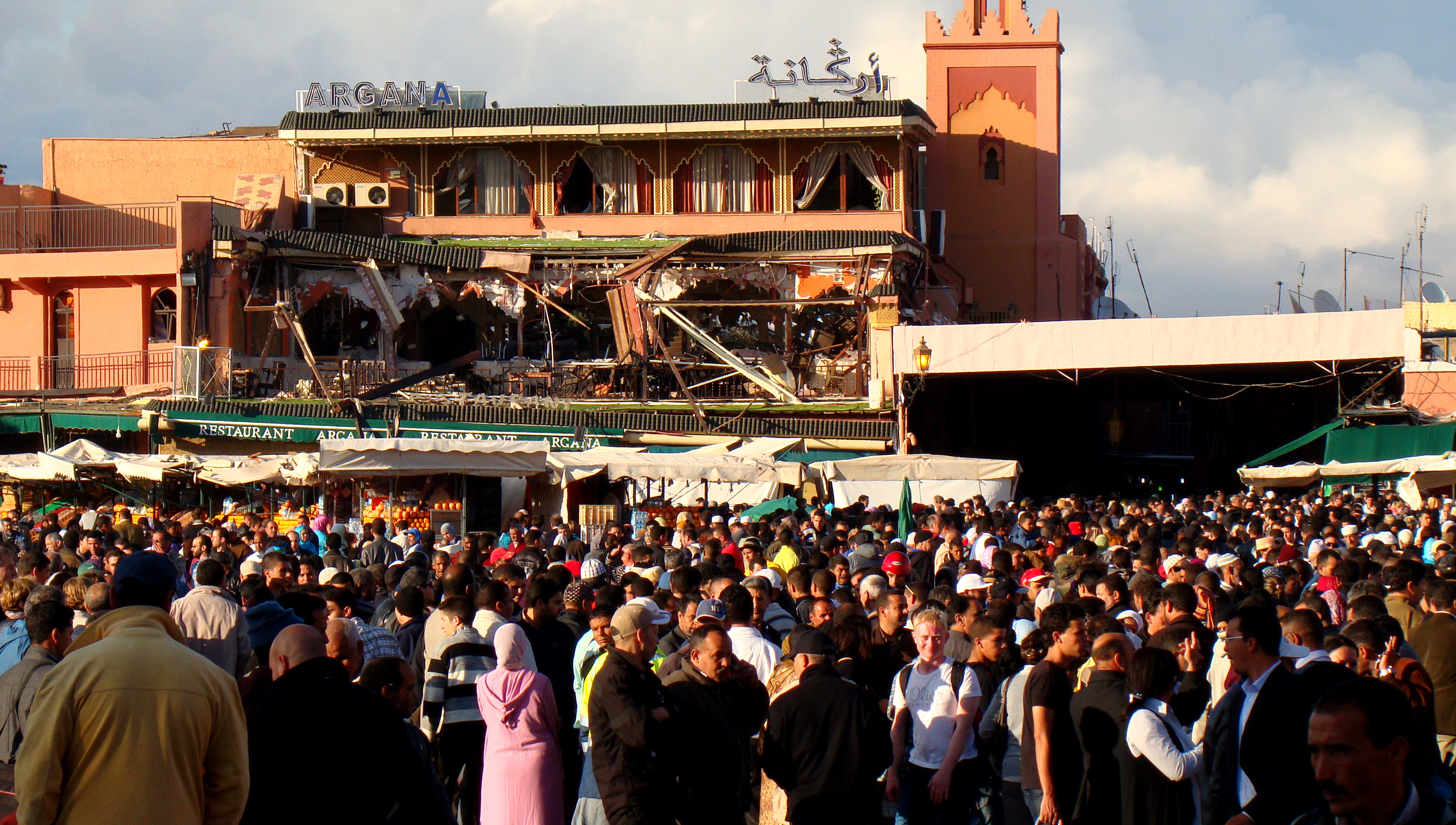
Площадь Джемаа аль-Фна на следующий день после теракта

28 апреля 2011 года, отдыхая с супругой Светланой в Марокко, Селезнёв серьёзно пострадал во время теракта. Две бомбы были оставлены в чемодане в популярном среди иностранных туристов кафе Argana на площади Джамаа-эль-Фна в центре Марракеша, а затем приведены в действие с помощью мобильного телефона. В результате взрыва погибло 17 человек, в том числе 11 иностранцев, более 20 человек были ранены, среди них Селезнёв (получил тяжёлые ранения головы и руки) и его жена (получила ранения средней тяжести).
Селезнёв был в тяжёлом состоянии доставлен в больницу Марракеша, где ему сделали срочную операцию, заменив часть черепа титановой пластиной. Хотя марокканские врачи считали его состояние нетранспортабельным, 30 апреля он был эвакуирован в РФ, где ему была проведена дополнительная операция в ФМБЦ имени Бурназяна. Селезнёв провёл в медикаментозной коме 8 дней, после чего пришёл в себя.
Медики были настроены пессимистически, предупредив жену и отца Селезнёва, что шансов на то, что он выживет, мало, и даже в этом случае высок риск того, что он будет находиться в вегетативном состоянии на аппарате искусственного обеспечения до конца жизни. Как утверждает Селезнёв, жена, узнав об этом, бросила его. По его словам, большую часть 2011-го и 2012 годов он провёл в московской больнице. Ему была установлена инвалидность.

## 2pac.cc
В феврале 2013 года, уже после выхода из больницы, Селезнёв вернулся к хакерской деятельности, открыв новый сайт для кардинга под названием 2pac.cc. Сайт во многом был похож на ранее существовавшие «Track 2» и «Bulba», но имел важное отличие: на нём Селезнёв не только сбывал дампы, украденные им лично, но и перепродавал информацию, приобретённую им у других хакеров. По утверждению Прокуратуры США, под псевдонимом «2Pac» Селезнёв создал «онлайновый рынок, на котором десятки скандально известных хакеров продавали украденные ими данные кредитных карт». Помимо этого, Селезнёв проводил исследования криминальной истории хакинга и стимулировал спрос на украденную информацию, создав сайт POS Dumps, обучающий использованию данных кредитных карт в мошеннических целях.
С 2013-го по первую половину 2014 года 2pac.cc был одним из лидеров по продаже данных кредитных карт в интернете. Среди пострадавших от его действий были такие крупные компании, как Target, Home Depot, Michaels, Neiman Marcus и Staples.

## Преследование

### Арест в США
3 марта 2011 года Большое жюри в Сиэтле, штат Вашингтон, вынесло закрытое обвинительное заключение. Селезнёв заочно обвинялся более чем в тридцати эпизодах хакерского проникновении в системы кассовых терминалов розничных магазинов на территории США с октября 2009-го по февраль 2011 года.
Однако арест не мог быть произведён, поскольку, согласно Конституции РФ, Россия не выдаёт своих граждан, а с Индонезией, в которой на тот момент проживал Селезнёв, у США не было договора об экстрадиции. Задача также осложнялась тем, что Селезнёв сознательно не посещал территории стран, у которых имелись такие соглашения с США. Прокуратура США решила обратиться за помощью к другим государствам.
В апреле 2011 года Прокуратура США добилась у суда разрешения отправить Министерству юстиции Южной Кореи материалы по делу Селезнёва. Ранее Селезнёв совершал поездки в эту страну, и существовала вероятность, что он появится там вновь. В октябре 2011-го Прокуратура направила дополнительные документы в Южную Корею, где согласились судить Селезнёва у себя, а затем выдать его США. В январе 2012 года Прокуратура испросила разрешения послать копию засекреченного на тот момент обвинительного заключения в Индонезию и Таиланд. Также велись переговоры с правоохранительными органами Австралии о выдаче местного ордера на арест Селезнёва и экстрадиции его из Индонезии в США транзитом через Австралию.
Ни одна из этих попыток не имела успеха, пока, наконец, в июне 2014 года американцы не узнали, что хакер собирается отдохнуть на Мальдивах. У США не было договора об экстрадиции с Мальдивской республикой, но её власти согласились оказать содействие в задержании Селезнёва, если им будет предоставлено «красное уведомление» Интерпола. Оно было получено рано утром 4 июля 2014 года, после чего сотрудники Секретной службы США экстренно прибыли на Мальдивы.
Вечером того же дня Абдулла Мохамед, главный судья Криминального суда Мальдивской республики, отказал местной полиции в выдаче ордера на арест Селезнёва, однако после обращения полиции к генеральному прокурору Мальдив Мохамеду Анилу и его заместителю Ахмеду Ушаму разрешение на арест было получено. При этом Прокуратура Мальдив рекомендовала, чтобы Селезнёв был задержан пограничниками после проставления в его паспорте отметки о выезде из страны.
5 июля 2014 года Селезнёв был задержан в аэропорту города Мале агентами американских спецслужб в присутствии офицеров туристической полиции Мальдив по обвинениям в кибермошенничестве, хакинге, похищении персональных данных, взломе банковских счетов и нанесении гражданам и организациям США ущерба в размере около 2 миллионов долларов США. По словам Селезнёва, он несколько раз потребовал, чтобы ему разрешили связаться с российским посольством и предоставили адвоката, однако его требования не были выполнены. Без разрешения задержанного был проведён личный досмотр и обыск багажа, после чего у него были изъяты мобильный телефон и ноутбук. На компьютере Селезнёва были найдены данные более 1,7 миллиона кредитных карт, записи из американской судебной системы Criminal Party Search, в которой он периодически проверял свою фамилию, а также свои никнеймы, в том числе и такие, которыми уже перестал пользоваться (nCuX, Bulba и др.), а также переписка с аккаунтов, ранее связанных с преступлениями на территории США.
Через несколько часов после задержания он был переправлен в тюрьму на острове Гуам (неинкорпорированная организованная территория США) на самолёте частной авиакомпании. После состоявшегося на Гуаме 31 июля 2014 года предварительного слушания суда Селезнёв был вывезен в Сиэтл, штат Вашингтон, на материковую часть США.

### Реакция
Арест вызвал значительную реакцию со стороны российских властей. Министерство иностранных дел России охарактеризовало задержание как «похищение», «вопиющее нарушение международных норм» и «очередной недружественный шаг Вашингтона». Российские дипломаты потребовали разъяснений от властей Мальдив и США, указывая на то, что задержание произошло без уведомления консульских учреждений России. Уполномоченный МИД РФ по правам человека Константин Долгов заявил, что в России внимательно следят за ходом процесса, оказывая ему всё необходимое содействие. Российские власти также рекомендовали гражданам России избегать поездок на Мальдивы, если есть опасения, что они могут столкнуться с правовыми претензиями со стороны третьих стран.
Депутат Государственной думы Валерий Селезнёв утверждал, что его сын был похищен американскими спецслужбами. Он пообещал выплатить вознаграждение в размере 50 тысяч долларов США за видеозапись задержания. Он также заявил, что намерен поставить в Госдуме вопрос о повышении эффективности защиты прав российских граждан за границей. Кроме того, он предложил ввести экономические санкции против Мальдив во избежание дальнейших похищений людей.
Президент Мальдивской республики Абдулла Ямин, сославшись на «красное оповещение» Интерпола, заявил, что арест был произведён местной полицией в соответствии с законом. Министерство внутренних дел Мальдивской республики также заявило, что полиция действовала по закону, так как «красные оповещения» Интерпола рассматриваются правительством республики как документы приоритетного значения. Оппозиционная Мальдивская Демократическая партия однако же заявила о том, что правительство допустило противозаконные действия, отметив, что, согласно конституции, перед депортацией подозреваемого требовалось доставить в местный суд, а Селезнёв был отправлен в третью страну в нарушение законной процедуры.
Впоследствии из-за дела Селезнёва Россия наложила санкции на четырёх сотрудников Минюста США, запретив въезд на свою территорию Норману Барбосе, Чарльзу Сету Уилкинсону, Итану Рэю Аренсону и Кэтрин Уорма. Трое из них (Барбоса, Уилкинсон и Уорма) работали в Прокуратуре штата Вашингтон. Барбоса и Уилкинсон также выступали обвинителями на процессе.

### Суд в штате Вашингтон
Окружной федеральный суд Западного округа в Сиэтле (штат Вашингтон) предъявил Селезнёву обвинение в хакерском взломе системы точек розничных продаж по всей территории США в 2009—2011 годах. Согласно обвинению, состоявшему из 40 пунктов, Селезнёв с помощью вредоносного программного обеспечения управлял серверами и сайтами международных карточных форумов с целью похищения и последующей продажи украденных данных кредитных карт. По данным следствия, на жёстком диске ноутбука Селезнёва было обнаружено 1,7 млн номеров кредитных карт, а на его банковских счетах — более 18 млн долларов США, полученных в результате преступной деятельности. Эти средства обвиняемый использовал в личных целях, в частности, приобрёл на них две квартиры общей стоимостью 790 тысяч долларов США на острове Бали. В выходе под залог ему было отказано.
Представ перед судом в Сиэтле, Селезнёв заявил, что смысл предъявленных обвинений ему понятен, но он с ними категорически не согласен. Суд над ним был назначен на 6 октября 2014 года, однако Селезнёв сознательно затягивал процесс, в частности, пять раз сменил команду адвокатов. Подсудимый также отказался от сделки со следствием, предложенной прокуратурой: 17 лет лишения свободы в обмен на признательные показания.
В итоге суд под председательством судьи Ричарда Джонса начался лишь 15 августа 2016 года и продлился 8 рабочих дней. Обвинение вызвало два десятка свидетелей, защита лишь одного — эксперта-компьютерщика, который показал, что в ноутбуке, изъятом у Селезнёва на Мальдивах, присутствуют следы пользовательской деятельности, осуществлённой после даты ареста. Эксперт стороны обвинения, в свою очередь, свидетельствовал о том, что все изменения в ноутбуке подсудимого были вызваны лишь нормальным функционированием операционных и антивирусных программ и не являлись результатом постороннего вмешательства. Селезнёв не воспользовался своим правом дать показания на процессе. Судья Джонс, обратившись к присяжным, заявил, что это обстоятельство не должно быть истолковано против подсудимого.
25 августа 2016 года присяжные, просовещавшись около суток, признали Селезнёва виновным, сочтя его вину доказанной по 38 пунктам обвинения.
Учитывая количество жертв и размер ущерба, федеральные рекомендации по вынесению приговоров, которые должны были рассматриваться судьёй, но не обязательно соблюдаться, состояли в том, что Селезнёв должен быть приговорён к пожизненному заключению. Сторона обвинения запросила для подсудимого 30 лет лишения свободы, заявив, что хотя этот срок будет являться «значительным отклонением» от федеральных рекомендаций, но более длительный срок не будет оправдан.
В начале апреля 2017 года Селезнёв направил в адрес суда письмо, в котором признал свою вину и попросил о снисхождении, но суд не принял его во внимание. Судья Джонс пояснил, что признание было сделано уже после того, как присяжные вынесли обвинительный вердикт, и поэтому «не соответствовало ожиданиям суда».
Окончательный приговор был оглашён 25 апреля 2017 года. Селезнёв был приговорён к 27 годам лишения свободы. Помимо тюремного заключения, его также приговорили к выплате причинённого ущерба в размере 169 884 585 долларов США.
Федеральный прокурор Анетта Хейз заявила в связи с вынесением приговора:

Сегодня плохой день для хакеров всего мира. Представление о том, что Интернет подобен Дикому Западу, где можно было делать, что угодно, осталось в прошлом.
Оригинальный текст (англ.)Today is a bad day for hackers around the world. The notion that the Internet is a Wild West where anything goes is a thing of the past.— 
Защита Селезнёва подала апелляцию в Апелляционный суд 9-го округа США, но в ней было отказано.

### Суды в штатах Невада и Джорджия
10 января 2012 года Селезнёву и ещё 38 подозреваемым было предъявлено обвинение в штате Невада по отдельным эпизодам, связанным с участием в группировке Carder.su, в соответствии с Законом RICO.
22 декабря 2014 года в штате Джорджия Селезнёву и ещё 14 подозреваемым предъявили обвинения в преступном сговоре с целью совершения банковского кибермошенничества, осуществлённого в 2008 году.
7 сентября 2017 года Селезнёв признал себя виновным во всех предъявленных ему обвинениях.
30 ноября 2017 года его приговорили к 14 годам (дословно: «к 168 месяцам») тюремного заключения по каждому из этих дел при условии одновременного исполнения обоих приговоров. Эти сроки также не суммировались со сроком, назначенным ему в штате Вашингтон, их отбывание должно было происходить параллельно. Суд также постановил взыскать с подсудимого причинённый ущерб в размере 50 893 166,35 долларов США по делу Невады и 2 178 349 долларов США по делу Джорджии.

### Тюремное заключение

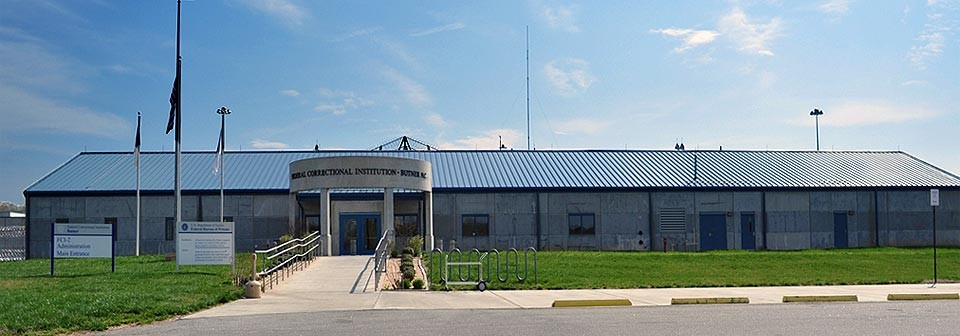
Федеральная тюрьма FCI Butner

Первоначально Селезнёв отбывал наказание в федеральной тюрьме USP Atlanta в Джорджии, откуда в 2018 году по его просьбе был переведён в тюрьму строгого режима FCI Butner в Северной Каролине.

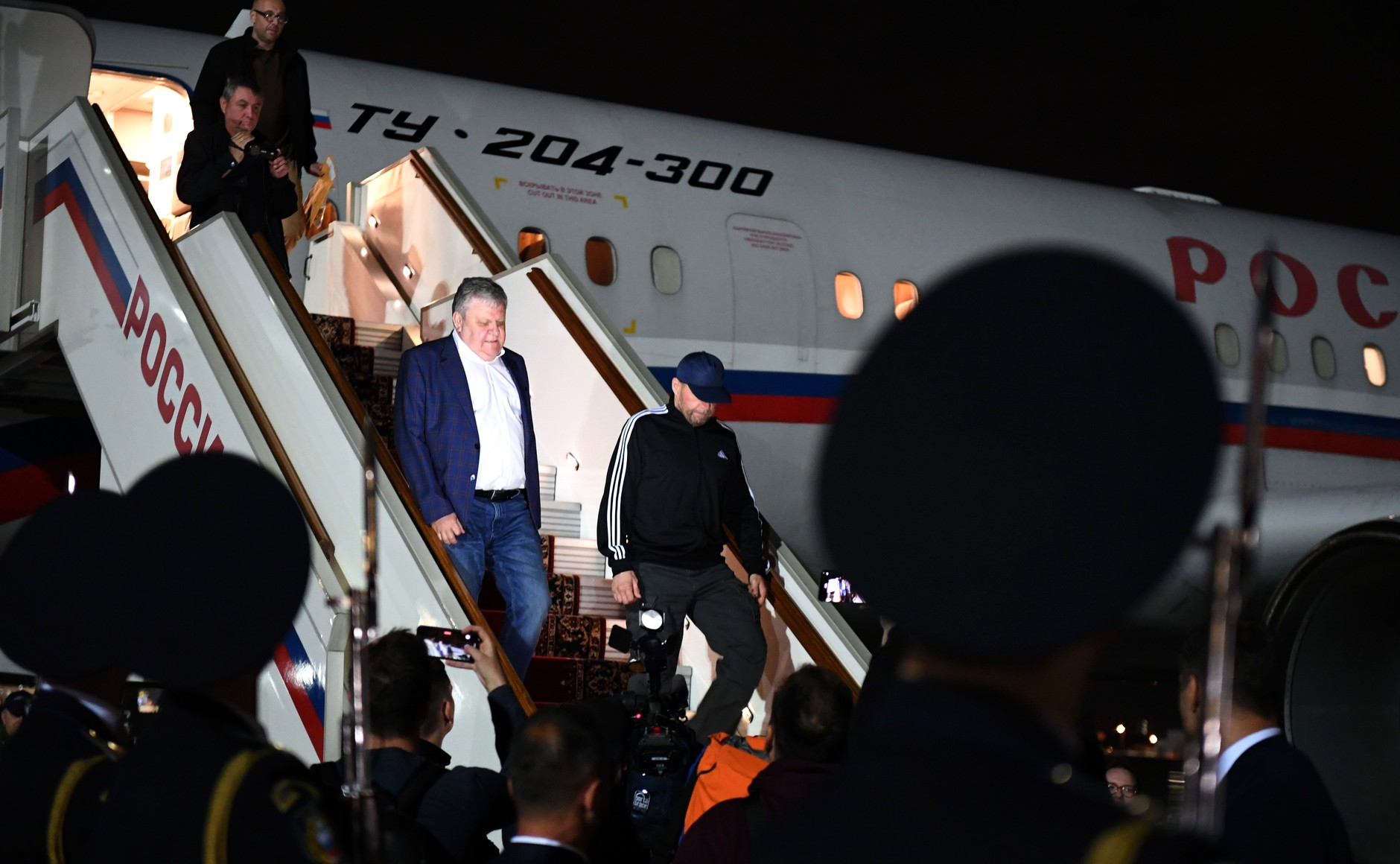
Заключённые, вернувшиеся в Россию, в аэропорту Внуково-2. Роман Селезнёв — ближайший к выходу из самолёта

1 августа 2024 года Селезнёв был освобождён в ходе обмена 26 заключёнными между Россией и странами Запада и США. Президент РФ Владимир Путин лично встретил в аэропорту Селезнёва.

## Личная жизнь
В 2008 году Селезнёв женился на Светлане, у них родилась дочь Ева. В 2012 году оформил официальный развод, жена и дочь эмигрировали в США.
На момент ареста сожительствовал с Анной Отиско.